# Der Krieg (Böcklin, Dresden)
Der Krieg ist ein Gemälde des Schweizer Malers Arnold Böcklin aus dem Jahr 1896. Es wird in der Galerie Neue Meister im Albertinum in Dresden ausgestellt. Von Böcklin gibt es ein gleichnamiges Gemälde, das im Kunsthaus Zürich ausgestellt ist.

## Beschreibung
Das Bild zeigt in freier Bearbeitung des Untergangs der Welt nach der Offenbarung des Johannes die Apokalyptischen Reiter. 
Böcklin stellt im Gegensatz zu Dürers Holzschnitt aus dem Jahr 1498 nur drei unheilbringende Personen auf wild galoppierenden Pferden dar – Krieg, Pest und Tod. Der Krieg ist fast vollkommen von der aus Sicht des Betrachters rechts neben ihm reitenden medusenhäuptigen Pest verdeckt. Sie trägt ein schwefelgelbes Gewand und schultert ein Schwert links. Am rechten Bildrand folgt der Tod, der siegesgewiss auf seinem Pferd reitet. Sein Schädel ist mit einem Lorbeerkranz gekrönt. Seine Darstellung erinnert an einen Holzschnitt Alfred Rethels oder mittelalterliche Triumph des Todes-Darstellungen. Auf dem Saum seiner Satteldecke sind die vier Buchstaben ALEP zu lesen, was für das griechische Wort aleptos (unbesiegbar, unangreifbar) stehen kann. Zum Gefolge der Reiter gehört eine in Rot gekleidete Frau mit Brandfackeln in den Händen. Die unter der Gruppe zu sehende Stadt, über der die Frau Feuer verbreitet, ist anhand von Architektur und Landschaft als eine toskanische Stadt zu identifizieren.
Das Bild ist unten links mit A. B 1896 gezeichnet.

## Geschichte

Der Krieg, zweite Version 1897
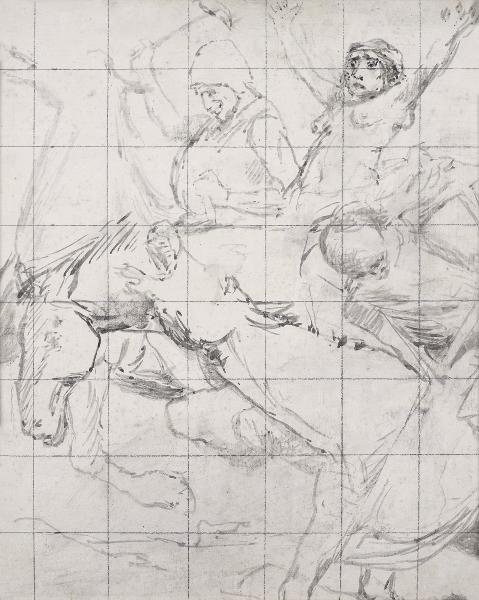
Arnold Böcklin, Der Krieg, Skizze, um 1897, Kunsthaus Zürich
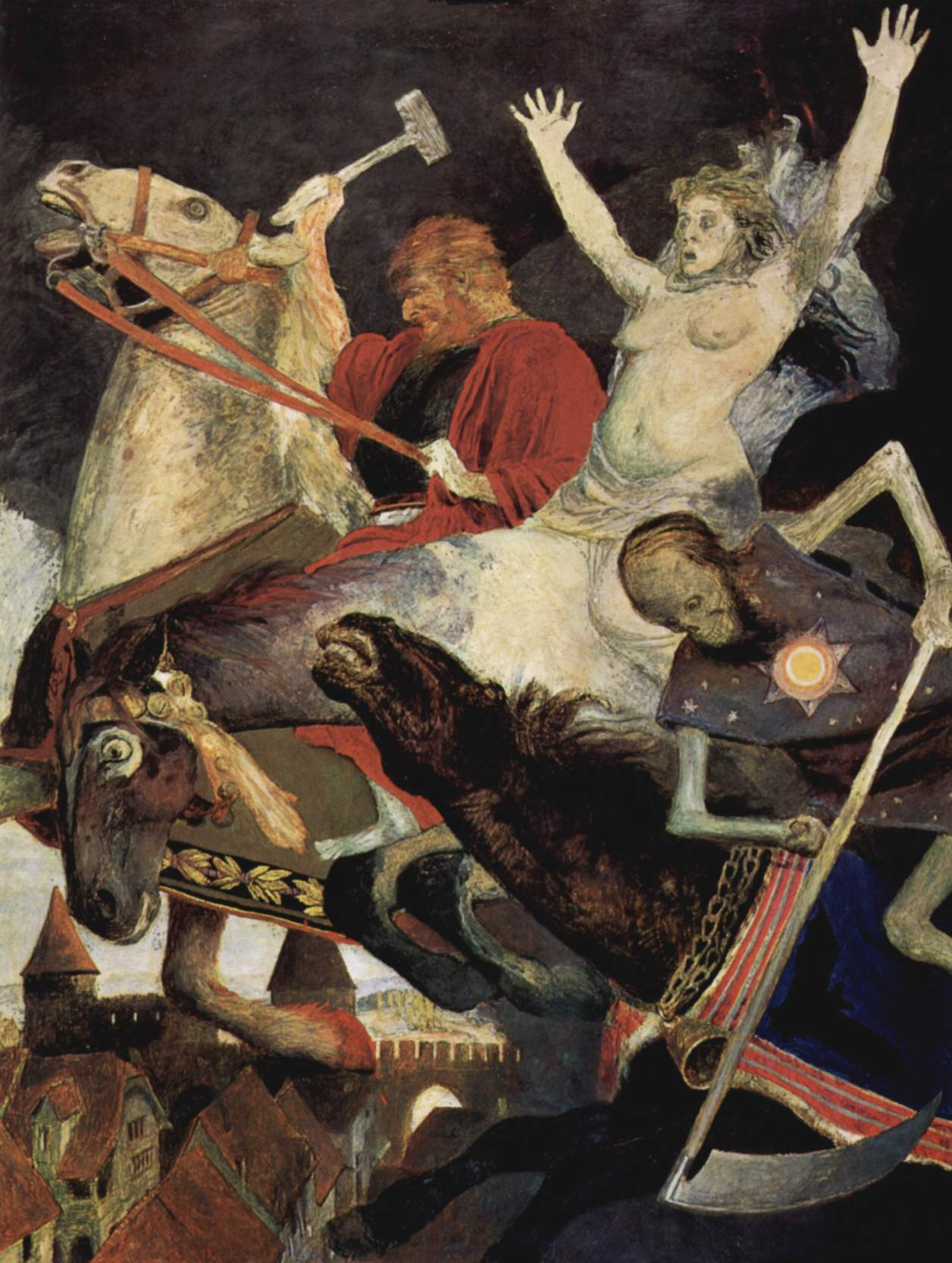
Der Krieg, zweite unvollendete Version, 1897, Depositum der Gottfried Keller-Stiftung, Kunsthaus Zürich

Böcklin schuf das Bild wenige Jahre vor seinem Tod in Italien, wo er seit 1895 wohnte. Zu diesem Zeitpunkt war er von Krankheit als Folge eines Schlaganfalls gezeichnet, es war damit eine persönliche Deutung von überirdisch gelenkten zerstörerischen Gewalten. Nach Rolf Andree wollte er das Gemälde Ende 1895 noch Und das Unglück schreitet schnell betiteln, im Juni 1896 nannte er es Brand. Unzufrieden mit dem Bild (er bezeichnete es als „in der Anlage schon mißglückt“), begann er im Dezember 1896 eine zweite Fassung, die aber unvollendet blieb. Dieses Werk befindet sich in der Obhut des Kunsthauses Zürich als Depositum der Gottfried Keller-Stiftung, welche die wichtigste Kunstsammlung der Schweizerischen Eidgenossenschaft darstellt.
Über lange Zeit wurde durch die Gemäldegalerie Dresden der Ankauf von Böcklins Bilder boykottiert. Erst 1890 erwarb sie Böcklins Frühlingsreigen. Nachdem zwei weitere seiner Werke durch Schenkungen in den Bestand übergegangen waren, kaufte die Galerie 1902 kurz nach Böcklins Tod das Gemälde Der Krieg aus der Privatsammlung von Rudolf von Kaufmann. Ausgestellt wurde das Werk im zweiten Obergeschoss der Sempergalerie, wo seit 1890 die moderne Abteilung der Gemäldegalerie untergebracht war. Bei der ersten öffentlichen Präsentation der Sammlung von Gemälden des 19. und 20. Jahrhunderts nach dem Zweiten Weltkrieg während der 1950er-Jahre im Bergpalais von Schloss Pillnitz war Böcklins Der Krieg nicht vertreten, da es „in seiner Theatralik heute schwer zugänglich“ sei. In der neuen Hängung im Albertinum, in dem die Neuen Meister seit 1965 untergebracht waren, war Der Krieg wieder vertreten, wenn auch nur „geduldet“.
Heute ist es im Klingersaal ausgestellt. Es ist unter Galerie-Nummer 2535 erfasst.